# Station Koszęcin
Station Koszęcin is een spoorwegstation in de Poolse plaats Koszęcin.